# Hjortesjön, Västergötland
Hjortesjön är en sjö i Lerums kommun i Västergötland och ingår i Göta älvs huvudavrinningsområde.